# جيمي والش (لاعب كرة قدم بريطاني)
جيمي والش (بالإنجليزية: Jimmy Walsh)‏ (3 ديسمبر 1930 بغلاسكو في المملكة المتحدة - 6 أغسطس 2014) هو لاعب كرة قدم بريطاني في مركزي الهجوم ومهاجم داخلي. شارك مع منتخب اسكتلندا تحت 21 سنة لكرة القدم. أما مع النوادي، فقد لعب مع ليستر سيتي ونادي سلتيك ورجبي تاون.

## وصلات خارجية
- جيمي والش على موقع قاعدة بيانات كرة القدم.إي يو (الإنجليزية)